# Сполука-лідер
Сполу́ка-лі́дер (рос. соединение-лидер, англ. lead-compound) — у комбінаторній хімії — хімічна сполука, що була вибраною з бібліотек у результаті певних комбінаторних процедур, бажані властивості якої є значно кращими, ніж у інших сполук подібної структури.